# Centre per a la Integritat Pública
El Centre per a la Integritat Pública (en anglès, Center for Public Integrity, CPI) és una organització estatunidenca sense ànim de lucre de periodisme d'investigació que afirma que té la missió de "revelar abusos de poder, corrupció i negligència de funcions per part d'institucions públiques i privades poderoses per tal de fer que operin amb honradesa, integritat i responsabilitat i que posin per sobre l'interès públic". Amb uns cinquanta treballadors, el CPI és un dels centres d'investigació independents i sense ànim de lucre més grans d'Amèrica. El 2014 va guanyar el Premi Pulitzer de periodisme d'investigació.
El CPI es descriu com una organització que és "independent i que no duu a terme feina partidista". Ha estat descrit com a "progressista", "apartidista," "independent" i "liberal".
El CPI publica els seus informes al seu lloc web per a mitjans de comunicació dels EUA i d'arreu del món. El 2004, el llibre del CPI, The Buying of the President, es va situar en la llista de més llegits de The New York Times durant tres mesos.
El 1997 llançà endavant el projecte Consorci Internacional de Periodistes d'Investigació. Aquest projecte publicà el 2013 l'informe Secrecy For Sale: Inside The Global Offshore Money Maze.